# تومي مور
تومي مور (بالإنجليزية: Tommy Moore)‏ (1 يناير 1877 بستوك أون ترينت في المملكة المتحدة - ) هو لاعب كرة قدم بريطاني (وحمل سابقاً جنسية المملكة المتحدة لبريطانيا العظمى وأيرلندا) في مركز حراسة المرمى. لعب مع نادي ميلوول ووست هام يونايتد وThames Ironworks F.C. ‏ وGrays United F.C. ‏.